# Звезда родилась!
«Звезда родилась!»  (яп. スター誕生! Сута: тандзё:) — японское шоу талантов, транслировавшееся на канале Nippon Television с 1971 по 1983 год.
Организатором и одним из судей этого шоу был известный автор песен, стихов и романов Ю Аку.
На этом конкурсе состоялся дебют многих японских исполнителей.

## Основные победители
- Масако Мори (森昌子) — песня «Sensei» (яп. せんせい, «Учитель»).
- Дзюнко Сакурада (桜田淳子) — песня «Tenshi mo Yume Miru» (яп. 天使も夢みる, «Ангелы тоже видят сны»).
- Момоэ Ямагути (山口百恵) — песня «Toshigoro» (яп. としごろ, «Зрелость»).
- Митиру Дзё (城みちる) — песня «Iruka ni Notte Shōnen» (яп. イルカにのった少年, «Мальчик, который плыл верхом на дельфине»).
- Сакико Ито (伊藤咲子) — песня «Himawari Musume» (яп. ひまわり娘, «Девушка-подсолнух»).
- Нагиса Катахира (片平なぎさ) — песня «Junai» (яп. 純愛, «Чистая любовь»).
- Хироми Ивасаки (岩崎宏美) — песня «Dyuetto» (яп. 二重唱, «Дуэт»).
- Кэндзи Ниинума (新沼謙治) — песня «Omoide Misaki» (яп. おもいで岬, «Мыс воспоминаний»).
- Мики Дзинбо (神保美喜) — песня «Hajimete no Warutsu» (яп. はじめてのワルツ, «Первый вальс»).
- Pink Lady (ピンク・レディー) — песня «Pepper Keibu» (яп. ペッパー警部, «Полицейский Пеппер»).
- Мако Исино (石野真子) — песня «Ōkami Nanka Kowaku Nai» (яп. 狼なんか怖くない, «Я не боюсь волков»).
- Йосиэ Касивабара (柏原芳恵) — песня «No.1».
- Кёко Коидзуми (小泉今日子) — песня «Watashi no Jūrokusai» (яп. 私の16才, «Мои 16 лет»).
- Акина Накамори (中森明菜) — песня «Slow Motion» (яп. スローモーション, «Медленное движение»).
- Такако Ота (太田貴子) — песня «Derikeito ni Suki Shite» (яп. デリケートに好きして, «Изящно влюбиться»).
- Юкико Окада (岡田有希子) — песня «First Date» (яп. ファースト・デイト, «Первое свидание»).